# Moree (Fluss)
Der Moree (auch Morena oder Morea) ist ein rund 8 Kilometer langer rechter Nebenfluss des Laveggio im Schweizer Kanton Tessin. Er entwässert einen Teil des Mendrisiottos und durchfliesst dabei das Valle dell’Alpe in der Gemeinde Mendrisio.

## Verlauf
Der Moree entspringt auf etwa 1180 m ü. M. am Südwesthang der 1303 m ü. M. hohen Bellavista. Er fliesst anfangs meist nach Südwesten durch das stark bewaldete und als Kerbtal ausgeprägte Valle dell’Alpe. Bei Occiò verlässt er das Tal und wendet sich gegen Südosten. Er nimmt zugleich den von links herkommenden Riale Selvano auf und durchfliesst nun eine kleine Schlucht. Dabei passiert er die Dörfer Somazzo und Salorino, die über der Schlucht liegen.
Nur wenig später erreicht er bei Mendrisio das Tal des Laveggio. Der Moree durchquert die Stadt anfangs eingedolt, ehe er nach der Unterquerung der Hauptstrasse 2 und der Gotthardbahn wieder an die Oberfläche tritt. Er fliesst begradigt in nördliche Richtung und mündet wenig später beim Schwimmbad auf 291 m ü. M. von rechts in den Laveggio.